# Acremonium alternatum
Acremonium alternatum är en svampart som beskrevs av Link 1809. Acremonium alternatum ingår i släktet Acremonium, ordningen köttkärnsvampar, klassen Sordariomycetes, divisionen sporsäcksvampar och riket svampar.   Inga underarter finns listade i Catalogue of Life.